# Austrijska počasna zastava u bijelom
Bijela zastavica  (nje. „Ehrenflagge weiß“, tal. „Merito Navali“) bila je počasna zastava koju je dodjeljivala Austro-Ugarska. Bila je oblika bijele zastavice. Dodjeljivala se pomorcu koji izvrši neki izvanredno velik mirnodopski pothvat. Dodijeljena je samo jednom, Hrvatu Ivi Visinu iz Prčanja u Boki zato što je oplovio svijet.